# Jan Dominik Działyński
Jan Dominik Działyński herbu Ogończyk (zm. 1679 lub 1678) – starosta pokrzywnicki i pucki, kasztelan chełmiński w latach 1677–1678.
Syn Mikołaja, kasztelana chełmińskiego, brat Stanisława i Michała.
W okresie walk z wojskami szwedzkimi wystawił własnym sumptem oddział husarii. W 1656 roku jako dworzanin i wysłannik Jana Kazimierza do Stefana Czarnieckiego dostał się pod Kcynią do niewoli szwedzkiej z której wyszedł dopiero po zawarciu pokoju w Oliwie.
Poseł sejmiku generalnego pruskiego na sejm koronacyjny 1649 roku, sejm 1650, sejm zwyczajny i nadzwyczajny 1652 roku, sejm zwyczajny i nadzwyczajny 1654 roku, sejm 1655, 1658, 1659, 1661, 1664/1665, 1665, 1666 (I), 1666 (II), 1667, na sejm nadzwyczajny 1668 roku i sejm abdykacyjny 1668 roku. Poseł sejmiku kowalewskiego na sejm 1649/1650 roku.
W 1648 roku był elektorem Jana II Kazimierza Wazy z województwa chełmińskiego. Był elektorem Michała Korybuta Wiśniowieckiego z województwa malborskiego w 1669 roku. Poseł na sejm nadzwyczajny 1670 roku z województwa chełmińskiego. 
Poseł sejmiku kowalewskiego na sejm koronacyjny 1676 roku i sejm 1677 roku. Jako poseł na sejm warszawski, w 1677 roku został komisarzem do spraw zakonnic w Grudziądzu.
Jego żoną była Maryja Grudzińska (h. Grzymała) z którą miał sześć córek i sześciu synów, które nie odegrało jednak większej roli w życiu publicznym, a synowie pozostali bezdzietni